# C20H34O4
化学式C20H34O4（摩尔质量：338.48 g/mol）可能指：
- 阿非迪霉素（英语：Aphidicolin）（艾菲地可宁、蚜肠霉素、头孢霉芽菌素），CAS号：38966-21-1
- 奇壬醇，CAS号：52659-56-0

|  | 这个同类索引页列出了具有相同分子式的化学物（即同分異構體）条目。 除非您是有意链接至本页，否则应将相应条目的内部链接指向正确的条目。 |